# Paralichthys olivaceus
Espèce
Le Cardeau hirame (Paralichthys olivaceus) est une espèce de poissons plats de la famille des Paralichthyidae.